# Samuil Bubnovski
Samuil Bubnovski (născut Șmil; în rusă Самуил Маркович Бубновский; n. 1902, Chișinău, Imperiul Rus – d. 31 decembrie 1937, Sverdlovsk, RSFS Rusă, URSS) a fost un evreu basarabean, revoluționar comunist și om de stat sovietic.
A participat activ la crearea Republicii Autonome Sovietice Socialiste Moldovenești (RASSM) în 1924.

## Biografie
S-a născut în 1902 în Chișinău în familia brutarului Motel Bubnovski. A primit educația liceală în orașul natal. Începând cu 1917 a participat la mișcarea revoluționară, iar în 1919 a devenit membru al Partidului Comunist al Uniunii Sovietice (PCUS). În același an, a condus aripa stângă a Uniunii Tineretului Socialist din Basarabia, iar în decembrie (același an) devine secretar al comitetului regional basarabean al Comsomolului, apoi membru al comitetului basarabean al PCUS.
În martie 1921, devine membru al Comitetului Central Provizoriu al Partidului Comunist Român, la scurt timp însă, în aprilie a fost arestat. Împreună cu Pavel Tcacenco, a fost acuzat în cadrul „Procesului celor 270”. Drept urmare, o figură marcantă a mișcării muncitorești din România, Alexandru Dobrogeanu-Gherea, a scris în ziarul „Socialismul” despre inconsecvența acuzațiilor aduse lui Tcacenco și Bubnovski, declarând că este: „un proces care nu a încetat niciodată să fie monstruos nici măcar un minut...”. Autoritățile române, sub presiunea publică, au fost nevoite să elibereze majoritatea acuzaților, dar Bubnovski și Tcacenco au fost condamnați, cu toate acestea, după un timp cei doi au reușit să evadeze. La scurt timp însă, Bubnovski a fost arestat din nou, dar apoi, la cererea publicului, a fost eliberat, trecând în secret Nistrul în URSS.
Bubnovski a fost unul dintre participanții activi la crearea RASSM. La începutul anului 1924, a fost unul dintre semnatarii unei scrisori de petiție din partea maselor către Comitetul Central al PCUS privind crearea RASSM, devenind secretar al comitetului revoluționar al republicii. La primul Congres al Sovietelor din Moldova din aprilie 1925, a fost ales secretar al Comitetului Executiv Central al RASSM, apoi vicepreședinte al Consiliului Comisarilor Poporului și președinte al Comitetului de Stat pentru Planificarea Republicii, din aprilie 1927, Comisar al Poporului pentru Comerț. În ședința Prezidiului Comitetului Executiv Central și a Consiliului Comisarilor Poporului al RASSM din 29 septembrie 1925, a fost numit președinte al Comisiei de moldovenizare și ucrainizare a limbii de predare în instituțiile de învățământ, biroul de stat și instituțiile publice.
Odată cu începutul industrializării, a fost trimis să studieze la Institutul Politehnic din Leningrad (absolvent în 1932), în timpul studiilor a fost ales membru al Comitetului din Vîborg al PCUS. În 1932 a fost ales șef al departamentului de construcție și instalare din Sverdlovsk. 
A căzut victimă Marii Terori, fiind împușcat la 31 decembrie 1937, la Sverdlovsk. În 1968, o stradă din Chișinău a primit numele lui Bubnovski; a fost redenumită duă destrămarea URSS în Matei Basarab.